# World of Glass
World of Glass treći je studijski album gothic metal-sastava Tristania. Budući da je Morten Veland napustio grupu nakon albuma Beyond the Veil, na ovom je albumu grube vokale izvodio Ronny Thorsen, član skupine Trail of Tears.

## Popis skladbi
1. "The Shining Path" – 6:46
2. "Wormwood" – 5:56
3. "Tender Trip on Earth" – 5:18
4. "Lost" – 6:03
5. "Deadlocked" – 5:56
6. "Selling Out" – 6:19
7. "Hatred Grows" – 6:20
8. "World of Glass" – 5:26
9. "The Modern End"* – 4:45 (Seigmen cover)
10. "Crushed Dreams" – 7:41